# Skjöldunga Saga
Die Skjöldunga Saga, auch Skjoldungernes Saga („Saga von den Skjöldungen“), ist eine verlorengegangene isländische Saga, die vermutlich am Ende des 12. oder zu Anfang des 13. Jahrhunderts verfasst wurde. Die Saga berichtete über das legendarische dänische Herrschergeschlecht der Skjöldunge (Skyldinge) der vorgeschichtlichen Zeit und die Abstammung der königlichen Linie von Odin.

## Inhalt und Hintergrund
Die Reihe der mythischen dänischen Könige aus dem Geschlecht der Skjöldunge beginnt bei Skjöld (Skjold oder Scyld), der ein Sohn Odins gewesen sein soll. Sie reicht bis zu König Gorm dem Alten, der um das Jahr 945 gelebt hat. Die Originalhandschrift ist nicht erhalten. Sie war ein Gegenstück zur Ynglingasaga („Saga über die Ynglinge“). In der Erzählung wurde von der Schlacht auf dem Vänersee berichtet und sie endete bei den Söhnen Ragnar Lodbroks. Dabei wurden die Sippenfehden, die sich zwischen den Gruppen der Skjöldungen untereinander oder mit den Schweden abspielten, ausführlich behandelt. Aus einer älteren, ausführlicheren Bearbeitung vom Anfang des 13. Jahrhunderts entnahm Snorri Sturluson für seine Snorra-Edda die Geschichte Frá Hrólfi kraka (Hrólfs saga kraka), die sich auch in der Ynglingasaga finden lässt. Eine jüngere, chronikartige Bearbeitung aus dem Jahr um 1260 basiert auf der älteren Bearbeitung. Sie sollte ursprünglich als Einleitung für die Knýtlinga saga dienen, die Geschichte der dänischen Könige von Harald Gormsson bis Knüt Valdimarsson (Als Fragment erhalten in der isländischen Schrift Sögubrot af nökkrum fornkonungum i Dana ok Svia veldi über die Kämpfe zwischen Dänen und Schweden). Die späteren Autoren und Historiker nutzten etwa von 1200 bis 1600 diese Saga als Quelle für ihre Werke oder Forschungen. Diese erhaltenen Versionen ermöglichten eine inhaltliche Rekonstruktion der Saga.
Der isländische Gelehrte Arngrimur Jonsson lerdi („der Gelehrte“) hat auf Veranlassung von Niels Krag Teile der Saga in den 1590er Jahren in den Rerum Danicarum Fragmenta (1596/1597) auf Latein überliefert. Weitere Fragmente sind in der Ölafs saga Tryggvasonar („Saga von Olaf Tryggvason“) und der Jómsvíkinga saga enthalten. Jonsson hielt sich in den Abschnitten von Odin bis Hrolfr kraki dabei stark auf das Original. Allerdings verwendete er kein vollständiges Exemplar, da die Ereignisse von Hrdlfr kraki bis zu Sigurdr hringr (Sigurd Ring) fehlen. Der Bibliothekar Jakob Benediktsson (1907–1999) stellte die Behauptung auf, Arngrimur habe den Originaltext bewusst gekürzt. Der Lehrer Bjarni Gudnason widersprach 1963 diese Theorie, da sich seiner Meinung nach Arngrimur sehr genau nach der ihm vorliegenden Quelle gerichtet habe. Auch Snorri Sturluson stützte sich für seine Edda für den Prolog und das Skáldskaparmál auf die Saga. Auch im Kapitel 29 der Ynglingasaga nimmt er direkt darauf Bezug, indem er schreibt:

„Fra bessi orrostu er langt sagt i Skjoeldunga sogu …“

„Von dieser Schlacht wird in der Skjoldunga saga ausführlich erzählt (englisch ‘A long account of this battle is given in Skjoldunga saga’) …“

Es wurden die Erzählungen über Hrölfr kraki und über die Schlacht von Bråvalla, über die schon Saxo Grammaticus in der Gesta Danorum berichtete, behandelt.
Auf dem Hof Oddi im südlichen Island wurde eine Genealogie zusammengestellt, die das Häuptlingsgeschlecht von Oddi genealogisch mit den Skjöldungen verknüpft. Diese Zusammenstellung wurde vermutlich durch den isländischen Geschichtsschreiber Sæmundur Sigfússon (inn fróði) verfasst, auf die auch Saxo Grammaticus zurückgriff. Die Sage wurde zwischen 1180 und 1200 aufgeschrieben oder ist vielleicht auch noch älter. Die in der Sögubrot af nokkrum fornkonungum enthaltene Abschrift stammt vermutlich aus der 2. Hälfte des 13. Jahrhunderts.
Der unbekannte Verfasser stammte wohl aus dem Umkreis des Bischofs Páll Jónsson, der von sich behauptete, ein Nachfahre aus dem Geschlecht der Skjöldungar zu sein. Möglicherweise verfasste dieser die Sage selbst oder hatte Einfluss auf die Zusammenstellung. Dabei lag das Hauptanliegen darin, einen genealogischen Zusammenhang zu dem schwedischen Geschlecht der Ynglinge zu knüpfen und die Entwicklung Dänemarks zu einem Reich mit eigener Identität und Geschichte zu beschreiben. Formal gehört die Sage zu den Konunga sögur („Königssagas“), sie steht inhaltlich jedoch den Fornaldarsögur („Vorzeitsagas“) nahe.
In dem Gedicht Beowulf ist angegeben, dass der erste König Skjöld (hier Scyld genannt) als Kleinkind allein auf einem Schiff über das Meer in das königslose Dänemark gekommen sei. In der isländischen Bearbeitung ist er der Sohn Odins und soll mit Gefjon verheiratet gewesen sein, woraus sich der Stammbaum der Könige ableitet. Er wird dort mit dem sagenhaften König Sceaf gleichgesetzt, der eines Tages auf mysteriöse Weise als kleines Kind in einem unbemannten Boot an der Küste Skandinaviens anlandete. Von diesem leitet sich ebenso die Stammlinie der angelsächsischen Könige ab und als Stammvater wird Wotan (Odin) angegeben.

## Erhaltene Auszüge (Auswahl)
Ein mittelalterliches Manuskript der Skjoldunga saga befand sich im Jahr 1416 im Kloster von Möðruvellir. Arngrimur Jonsson listete zudem in der Schrift Ad catalogum regum Sveciæ annotanda Teile der Saga auf.
- Axel Olrik: Skjoldungasaga : i Arngrim Jonssons udtog (= Aarbøger for nordisk Oldkyndighed og Historie.) Gyldendal, Kopenhagen 1894.
- Jakob Benediktsson: Arngrimi Jonae Opera Latine conscripta (= Bibliotheca Arnamagnæana. Band 9–12). Ejnar Munksgaard, Kopenhagen 1950–1957.
- Carl af Petersens, Emil Olson (Hrsg.): Sogur danakonunga. 1. Sogubrot af fornkonungum. 2. Knytlinga saga; utgivna för Samfund til udgivelse af gammel nordisk litteratur 1925.